# Villotran
Villotran és un municipi francès, situat al departament de l'Oise i a la regió dels Alts de França. L'any 2007 tenia 282 habitants.

## Demografia

### Població
El 2007 la població de fet de Villotran era de 282 persones. Hi havia 97 famílies de les quals 16 eren unipersonals (4 homes vivint sols i 12 dones vivint soles), 20 parelles sense fills, 53 parelles amb fills i 8 famílies monoparentals amb fills.
La població ha evolucionat segons el següent gràfic:
Habitants censats

### Habitatges
El 2007 hi havia 117 habitatges, 96 eren l'habitatge principal de la família, 17 eren segones residències i 4 estaven desocupats. Tots els 116 habitatges eren cases. Dels 96 habitatges principals, 89 estaven ocupats pels seus propietaris, 5 estaven llogats i ocupats pels llogaters i 2 estaven cedits a títol gratuït; 2 tenien dues cambres, 6 en tenien tres, 27 en tenien quatre i 61 en tenien cinc o més. 81 habitatges disposaven pel capbaix d'una plaça de pàrquing. A 31 habitatges hi havia un automòbil i a 58 n'hi havia dos o més.

### Piràmide de població
La piràmide de població per edats i sexe el 2009 era:
| Homes | Edats   | Dones |
| ----- | ------- | ----- |
| 0     | 95 o +  | 0     |
| 0     | 90 a 94 | 0     |
| 0     | 85 a 89 | 0     |
| 0     | 80 a 84 | 0     |
| 0     | 75 a 79 | 0     |
| 8     | 70 a 74 | 4     |
| 0     | 65 a 69 | 4     |
| 8     | 60 a 64 | 4     |
| 12    | 55 a 59 | 4     |
| 12    | 50 a 54 | 8     |
| 24    | 45 a 49 | 20    |
| 8     | 40 a 44 | 0     |
| 16    | 35 a 39 | 16    |
| 8     | 30 a 34 | 8     |
| 4     | 25 a 29 | 12    |
| 4     | 20 a 24 | 12    |
| 16    | 15 a 19 | 8     |
| 8     | 10 a 14 | 12    |
| 8     | 5 a 9   | 16    |
| 8     | 0 a 4   | 0     |

## Economia
El 2007 la població en edat de treballar era de 195 persones, 141 eren actives i 54 eren inactives. De les 141 persones actives 132 estaven ocupades (75 homes i 57 dones) i 8 estaven aturades (4 homes i 4 dones). De les 54 persones inactives 16 estaven jubilades, 21 estaven estudiant i 17 estaven classificades com a «altres inactius».

### Ingressos
El 2009 a Villotran hi havia 100 unitats fiscals que integraven 293 persones, la mediana anual d'ingressos fiscals per persona era de 21.785 €.

### Activitats econòmiques
Dels 3 establiments que hi havia el 2007, 1 era d'una empresa de fabricació d'altres productes industrials, 1 d'una empresa de construcció i 1 d'una entitat de l'administració pública.
L'únic servei als particulars que hi havia el 2009 era una autoescola.
L'any 2000 a Villotran hi havia 3 explotacions agrícoles que ocupaven un total de 501 hectàrees.

## Poblacions més properes
El següent diagrama mostra les poblacions més properes.